# بییابیوداس
بییابیوداس (به اسپانیایی: Villaviudas) یک شهرستان در اسپانیا است که در استان پالنسیا واقع شده‌است.

## خصوصیات
بییابیوداس ۳۷ کیلومترمربع مساحت و ۴۲۳ نفر جمعیت دارد.